# Bruno Conceição
Bruno Conceição (São João da Madeira, 23 de Dezembro de 1981) é um guarda-redes de futebol português.
No início da época 2008/2009 foi contratado ao Varzim, pelo Paços de Ferreira. Não tem conseguido se impor no plantel da equipa, no início da época seguinte foi contratado pelo Sport Clube Beira-Mar.